# Tracey Deer
Tracey Penelope Tekahentakwa Deer (nascida em 28 de fevereiro de 1978) é uma diretora Mohawk e editora de jornal. Deer escreveu e dirigiu diversos projetos premiados para a produtora de filmes e televisão indígena, Rezolution Pictures, juntamente com o seu trabalho independente.

## Primeiros anos e educação
Tracey Deer nasceu em 1978 e cresceu em uma família grande e unida, em Kahnawake, uma reserva Mohawk em Quebec, Canadá, ao sul do Rio St. Lawrence. Após estudar em escolas locais, Karonhianhnonha School Elementary e Queen of Angels Academy, ela foi para o Dartmouth College, em New Hampshire, Estados Unidos onde graduou-se em cinema.

## Carreira

### Documentários
- Kanien'kehá:ka/Living the Language (2008) - sobre o programa de imersão na língua Kanien'kehá:ka em Akwesasne, um território da Nação Mohawk que cobre partes do Canadá e Estados Unidos ao longo do rio St. Lawrence
- Club Native (2008)

Deer tornou-se a primeira mulher Mohawk a ganhar um Gemini Award, pelo seu filme Club Native, um documentário sobre a identidade e comunidade Mohawk e as leis de quantum de sangue. O film recebeu o Academy of Canadian Cinema and Television's Canada Award pelo melhor programa multi-cultural canadense, enquanto Deer recebeu outro Gemini por melhor roteiro. Club Native também recebeu o prêmio de melhor documentário no Dreamspeakers Festival em Edmonton, o prêmio de Melhor Filme Canadense no First Peoples' Festival e o Colin Low Award for Best Canadian Documentary no DOXA Documentary Film Festival. O filme foi co-produzido pela Rezolution Pictures e a National Film Board of Canada.
- Mohawk Girls (2005)

Na sua primeira co-produção com a Rezolution/NFB, Deer observou três jovens garotas da sua reserva que enfrentavam a mesma decisão que ela precisou tomar na sua idade: se mudar e arriscar perder seus direitos como Mohawks, ou ficar a abrir mão das possibilidades oferecidas pelo mundo exterior. Mohawk Girls recebeu o Alanis Obomsawin Best Documentary Award no 2005 imagineNATIVE Film + Media Arts Festival.
- One More River: The Deal that Split the Cree (2005)

Deer co-dirigiu One More River: The Deal that Split the Cree, ganhador do prêmio de melhor documentário na Les Rendez-vous du cinéma québécois e nominado Best Social/Political Documentary na Gemini Awards.

### Outros filmes
Em 2009, Deer colaborou com a escritora de Montreal, Cynthia Knight em Crossing the Line, um curta em 3D e  live-action para Digital Nations, um projeto da NFB e Aboriginal Peoples Television Network em conjunto, apresentando talentos indígenas nos Jogos Olímpicos de Inverno de 2010. Deer e Knight também trabalharam juntas em 2009 no episódio piloto da série de comédia Escape Hatch. Um spin-off  de um curta de que ela dirigiu em 2007, é sobre quatro jovens Mohawk em Kahnawake entrando no século XXI, incluindo procurando por relacionamentos.
Além disso, Deer formou sua própria produtora, Mohawk Princess Productions. Ela quer produzir independentemente seus próprios curta-metragens ficcionais.

### Televisão
Em 2014 Deer pode tornar o seu documentário Mohawk Girls em uma série de TV homonima. O programa mostra os desafios diários e as vidas de quatro jovens mulheres que vivem em Kahnawake. A quinta e última temporada devem ser completadas em 2017.